# Конкретная математика
«Конкретная математика. Основание информатики» (англ. Concrete Mathematics: A Foundation for Computer Science) — книга Дональда Кнута, Роналда Грэхема и Орена Паташника по математике, рассматривающая математические основы информатики, особенно анализа алгоритмов.
Вынесенную в заглавие книги характеристику математики как «конкретной» авторы относят к слиянию слов «континуальная» и «дискретная»; так подчёркивается, что в книге читателю представляется техника оперирования с дискретными объектами, сходная с традиционными методами математического анализа. Дизайн обложки книги обыгрывает слово concrete (бетон) и изображает бетонную стену с выдавленной в ней греческой буквой Σ; книга набрана в ΤΕΧ шрифтом под названием Concrete Roman. Кроме того, «конкретная» математика противопоставляется традиционной абстрактной, в предисловии авторы замечают:

Погоня за обобщениями оказалась столь захватывающей, что целое поколение математиков потеряло способность находить прелесть в частностях, в том числе получать удовольствие от решения численных задач или оценить по достоинству роль математических методов. Абстрактная математика стала вырождаться и терять связь с действительностью — математическое образование нуждалось в конкретном противовесе для восстановления устойчивого равновесия.
Оригинальный текст (англ.)The goal of generalization had become so fashionable that a generation of mathematicians had become unable to relish beauty in the particular, to enjoy the challenge of solving quantitative problems, or to appreciate the value of technique. Abstract mathematics was becoming inbred and losing touch with reality; mathematical education needed a concrete counterweight in order to restore a healthy balance.

В книге содержится более 500 различных упражнений различного уровня сложности.
Прообразом книги послужил раздел «Математическое введение» из другого труда Кнута «Искусство программирования».
В противоположность большинству «сухих» книг по математике, изложение ведётся в неформальном стиле и сопровождается «заметками на полях» (так называемыми «граффити») от первых редакторов книги — студентов Стэнфорда.
Основные темы:
- Суммы
- Рекуррентность
- Целочисленные функции
- Элементы теории чисел
- Биномиальные коэффициенты
- Специальные числа
- Производящие функции
- Дискретная вероятность
- Асимптотические методы

## Издания
- Кнут Д., Грэхем Р., Паташник О. Конкретная математика: основание информатики = Concrete Mathematics. A Foundation for Computer Science : [пер. с англ.] / пер. с англ. Б. Б. Походзея и А. Б. Ходулева ; под ред. А. Б. Ходулева. — 2-е изд. — М. : Мир; Бином. Лаборатория знаний, 1998—2006. — 703 с. — ISBN 5-94774-560-7 (англ. 0-201-55802-5).
- Кнут Д., Грэхем Р., Паташник О. Конкретная математика: математические основы информатики = Concrete Mathematics. A Foundation for Computer Science : [пер. с англ.] / пер. с англ. и ред. И. В. Красикова. — 2-е изд. — М. : Вильямс, 2010—2013. — 781 с. — ISBN 978-5-8459-1588-7 (англ. 0-201-55802-5).
- Кнут Д., Грэхем Р., Паташник О. Конкретная математика: математические основы информатики = Concrete Mathematics. A Foundation for Computer Science : [пер. с англ.] / пер. с англ. и ред. И. В. Красикова. — 2-е изд. — М.—СПб. : Диалектика, 2021. — 781 с. — ISBN 978-5-907203-91-4 (англ. 0-201-55802-5).